# Conrat Seyfer

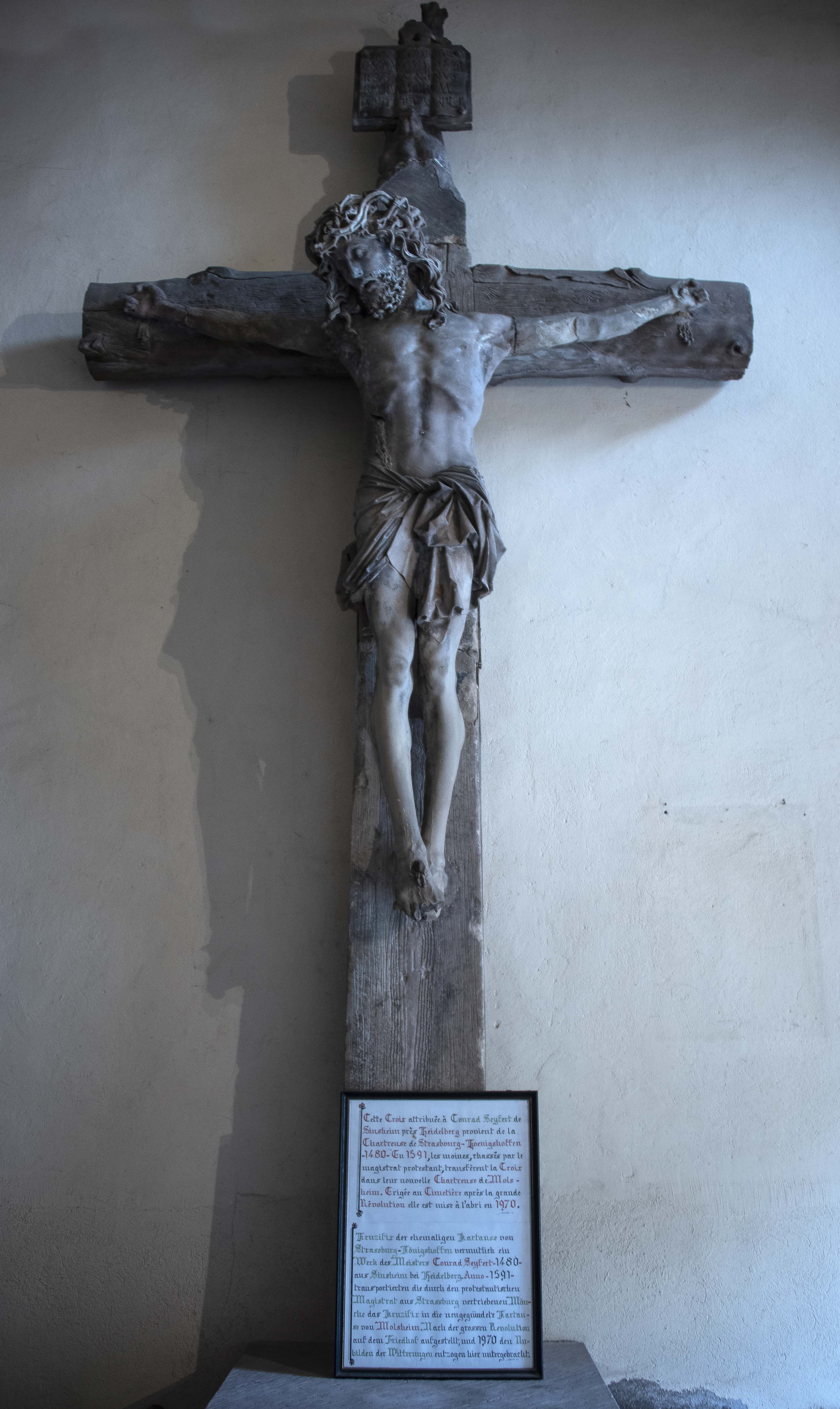
Kreuz in die Jesuitenkirche (Molsheim)

Conrat Seyfer (auch: Sifer oder Syfer, * im 15. Jahrhundert; † im 16. Jahrhundert) war ein deutscher Bildhauer und Baumeister.

## Leben und Werk
Conrat Seyfer, der aus Sinsheim an der Elsenz stammte, war vermutlich ein Bruder von Hans und Lenhart Seyfer; Karl Halbauer hält ein Verwandtschaftsverhältnis zwar ebenfalls für möglich und wahrscheinlich, wagt jedoch keine derart genaue Zuordnung. Er hielt es aber in einem 2009 publizierten Aufsatz für wahrscheinlich, dass Conrat Seyfer zu den Lehrmeistern Hans Seyfers gehörte. In dem ebenfalls von Karl Halbauer verfassten Artikel über Hans Seyfer in der Neuen Deutschen Biografie von 2010 ist über diesen allerdings zu lesen: „Über S.s Geburtsjahr und -ort gibt es keine Quellenaussagen. Die Annahme einer Ausbildung bei Conrat Sifer oder auch bei Hans Bilger von Worms läßt sich anhand seines Œuvres nicht nachweisen.“
1489 war Seyfer in Schlettstadt tätig. Dort gestaltete er einen prächtigen Lettner mit Schneckenstiege für die Kirche St. Georg; das Werk wurde im Zuge der Französischen Revolution zerstört. 1490 zog er nach Straßburg, wo er 1491 Bürger und Münsterbaumeister wurde. Möglicherweise ist er identisch mit jenem „Conrat dem bildhouwer“, der die – ebenfalls nicht erhalten gebliebene – Laurentiusmarter über dem östlichen Querportal des Straßburger Münsters gestaltete, bzw. mit „bildhawer Conrat Swop“, der in einer Straßburger Feuerordnung vom Ende des 15. Jahrhunderts erwähnt wird.
Ein Wächterkopf vom Heiligen Grab des Schlettstadter Münsters sowie zwei Prophetenhalbfiguren vom Straßburger Münster gehören nach Julius Baum möglicherweise zu Conrat Seyfers Werken. Laut Halbauer war Conrat Seyfer in Straßburg vor allem mit der Ausschmückung der Südquerhausfassade des Münsters beschäftigt; der Mann mit der Sonnenuhr von 1493 etwa sei ihm zuzuschreiben.
Des Weiteren könnte er an den Steinreliefs im Kreuzgang des Wormser Doms mitgearbeitet haben.
Vielleicht stammen auch Figuren des Heiligen Grabes der Abteikirche St. Peter und Paul in Neuwiller-lès-Saverne und das 1492 geschaffene Grabmal des Heiligen Ludan in der Kirche St. Ludan in Hipsheim von Conrat Seyfer.
Auch ein Kruzifix im Kloster Maulbronn mit einer Datierung aus dem Jahr 1473 und einer Signatur „CVS“ wird ihm zugeschrieben.